# MPM 76
Le MPM 76 (pour « Métro pneumatiques Marseille année 1976 ») est un modèle de métro sur pneumatiques circulant sur le métro de Marseille. 
Le matériel a été conçu par un consortium de constructeurs sous l'égide de la Société générale de travaux et d'études (SGTE) ainsi que par la Société française d'études et de réalisations de transports urbains (SOFRETU). Une première série a été livrée en 1976 pour la ligne 1 du réseau marseillais. Une seconde a ensuite été livrée en 1983 lors de la création de la ligne 2. Le parc comprend un total de 36 rames. 
Circulant initialement dans une composition à trois caisses, les MPM 76 ont reçu en 1985 une voiture supplémentaire pour former des trains de quatre voitures. Les rames ont bénéficié d’une modernisation à mi-vie, entre 2005 et 2009.

## Histoire
À la suite de l'appel d'offres de 1971 portant sur la création du métro de Marseille, un marché portant sur la fourniture de 21 trains, constitués de trois voitures, dont deux motrices de tête et une remorque, est signé le 1er novembre 1973.  
La conception des trains est réalisée avec l'aide de la RATP et de sa filiale d'ingénierie, la SOFRETU. La chaîne de traction et les bogies sont empruntés aux MP 73 parisiens. Des essais ont d'ailleurs lieu sur la ligne 11 du métro de Paris. La construction en est assurée par un groupement d'industriels, comprenant notamment les sociétés CIMT (caisses) et MTE (matériel électrique), sous l'égide de la Société Générale de Travaux et d'Études (SGTE). Comme pour le métro de Lyon, le design des rames est réalisé par Philippe Neerman. 
La première rame est livrée le 27 août 1976, en gare de Saint-Marcel. Les premiers essais ont lieu au dépôt de La Rose en septembre 1976. Les autres rames sont progressivement livrées jusqu'à l'été 1977.  
À l'occasion de la création de la seconde ligne de métro, 15 rames supplémentaires, toujours de trois voitures, sont commandées et sont livrées au début de l'année 1983.   
En outre, une quatrième voiture motrice est ajoutée sur les rames existantes, pour faire face à l'accroissement de la fréquentation du réseau. Ces voitures sont livrées et installées à partir d'avril 1985.
Entre 2005 et 2009, les rames subissent une rénovation à mi-vie. Les modifications apportées sont principalement techniques, l'intérieur étant simplement remis à neuf dans son état d'origine. Les seules évolutions notables sont l'amélioration de l'éclairage, le remplacement de la signalétique et l'ouverture partielle des fenêtres. Les caisses connaissent également un désamiantage.

## Caractéristiques

### Généralités
Les rames présentent une longueur de 65,65 mètres et un gabarit de 2,6 m, pour une masse à vide de 75 tonnes. Les caisses sont construites en aluminium soudé. 
L'alimentation en électricité se fait au moyen d'un frotteur. La tension électrique d'alimentation est de 750 V en courant continu.
Le MPM 76 est un métro sur pneumatiques et utilise la technologie développée par la RATP pour le métro de Paris. Les rames sont dérivées du matériel MP 73 de la RATP, dont elles empruntent la chaîne de traction et les bogies. En revanche le bruit des moteurs est similaire à celui des MP 59 parisiens[réf. nécessaire].

### Composition du parc
Chaque rame est composée de quatre voitures en formation M-N-R-M : deux motrices d'extrémité (M), une motrice intermédiaire (N) et une remorque (R). Le parc se divise en deux sous-séries : la série A, livrée en 1976 et 1977, et la série B, livrée à partir de 1983.  
Les motrices et les remorques sont numérotées de la façon suivante :
- MA 01 à MA 42 pour les motrices d'extrémités livrées en 1976-77 ;
- RA 01 à RA 21 pour les remorques livrées en 1976-77 ;
- MB 01 à MB 30 pour les motrices d'extrémités livrées en 1983 ;
- RB 01 à RB 15 pour les remorques livrées en 1983 ;
- NB 01 à NB 36 pour les motrices intermédiaires (dites « neutres ») ajoutées ultérieurement, toutes livrées en 1985.

Chaque rame est désignée par le numéro de sa remorque. Les rames sont ainsi numérotées de 1 à 36.

### Motorisation
Les trains MPM 76 affichent une vitesse maximale de 80 km/h. 
Chaque motrice comporte deux bogies moteur, équipés chacun de deux moteurs électriques, fonctionnant sous 750 V et affichant une puissance unitaire de 130 kW en régime continu. Les moteurs sont électriquement connectés deux par deux en série, et sont commandés au moyen de contacteurs à résistances de type Jeumont-Heidmann (JH),.

### Freinage
Le freinage des rames est assuré soit par un frein électrique par récupération, soit par un frein mécanique à commande pneumatique.  
Le frein mécanique utilise des sabots en bois de hêtre, qui viennent en appui sur la bande de roulement des roues de sécurité en fer. Ces patins ont longtemps été fabriqués dans l'atelier de Vaugirard du métro de Paris, avant que leur production ne soit déplacée dans l'atelier de Châtillon à partir de 2017.

### Aménagement intérieur
Chaque rame à quatre voitures présente une capacité de 472 voyageurs, dont 182 places assises.
Les sièges sont disposés perpendiculairement aux parois des voitures, avec des carrés de quatre sièges disposés symétriquement à l'allée centrale. Ils sont constitués d'une coque en polyester et sont dépourvus de tout tissu ou rembourrage, afin de limiter les dégradations et le vandalisme.
En 2015, la RTM a installé des caméras de vidéosurveillance dans chaque voiture. S'ensuivent des écrans à annonces visuelles et sonores en 2016.

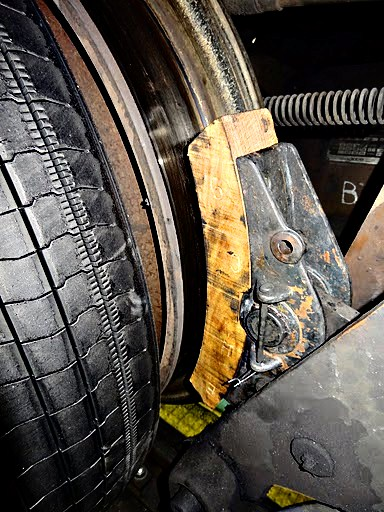
Le freinage s'effectue au moyen de sabots en bois de Hêtre
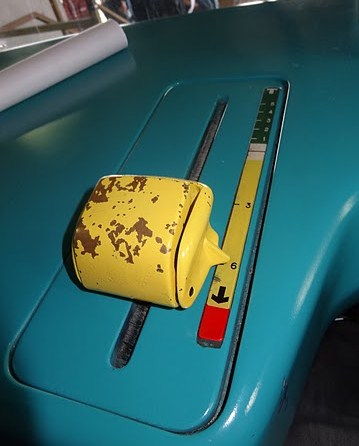
Manipulateur de traction/freinage
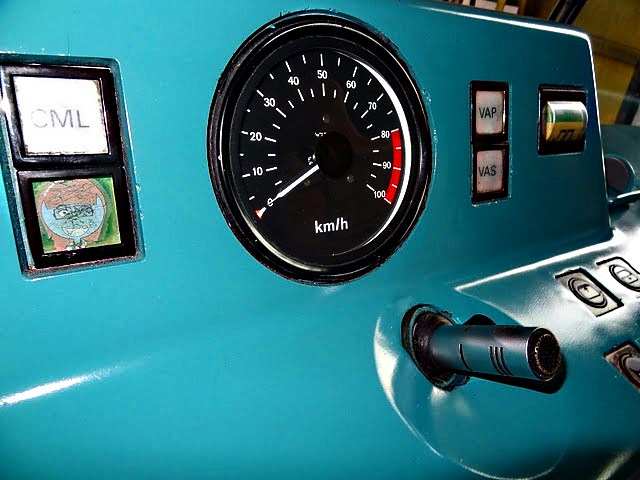
Tableau de bord et chronotachygraphe
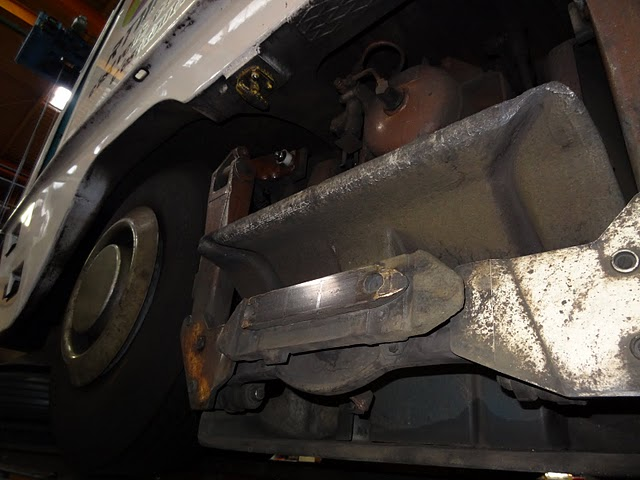
Un frotteur positif permettant de capter l'électricité sur le troisième rail (barre de guidage)
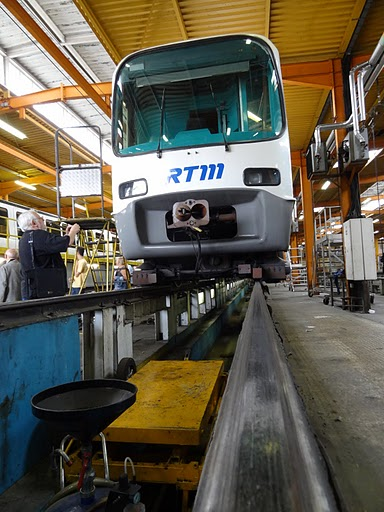
Une rame en maintenance au dépôt de La Rose
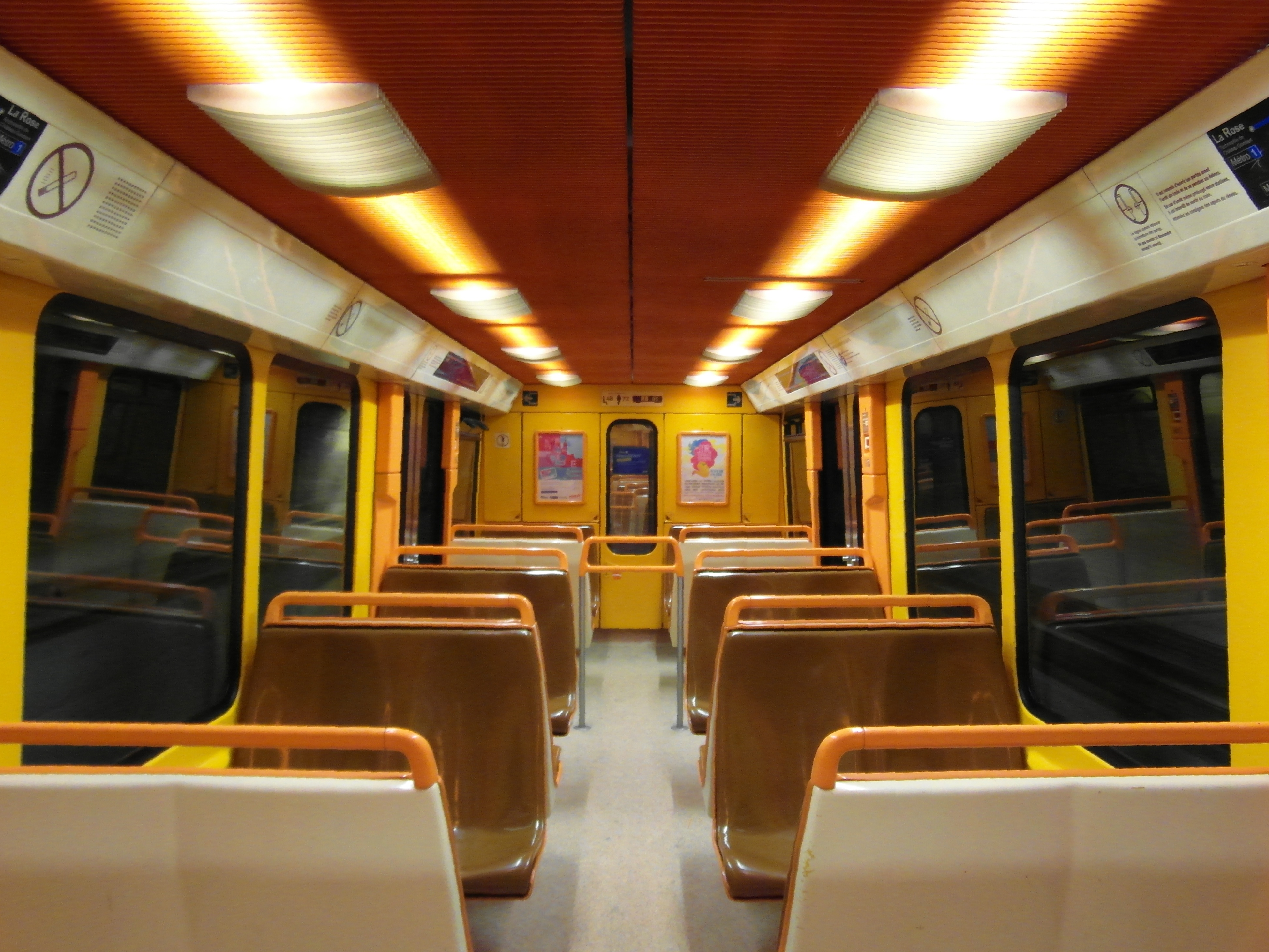
Aménagement intérieur d'une rame

### Historique des livrées
À leur mise en service, les MPM 76 possèdent une livrée entièrement blanche simplement marquée d'un « M ». Ce monogramme disparaît en 1989 au profit de celui de la RTM.

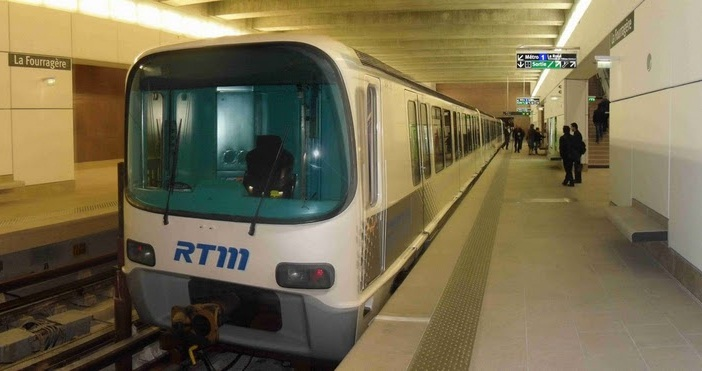
Une MPM76 en livrée "Fusion" à la station La Fourragère, en 2010.

À partir de 2007, avec la rénovation des rames, une nouvelle livrée « fusion » est appliquée : le bas des caisses est peint en gris et les flancs reçoivent des bandes gris métallique. Ce pelliculage, difficile d'entretien, est supprimé en 2014. Les portes sont ensuite peintes en gris dans la livrée « vague ».

## Avenir
La réforme des rames MPM 76 et leur remplacement par des trains plus modernes est prévue entre 2024 et 2027 avec l’automatisation du métro marseillais,. Le 26 novembre 2019, la métropole d'Aix-Marseille-Provence a choisi le constructeur français Alstom pour acheter 38 nouvelles rames automatiques (sans cabine de conduite) et à intercirculation complète Neomma d'un coût total de 430 millions d’euros, face au groupement franco-espagnol Thales-CAF. Une consultation est lancée auprès des Marseillais pour choisir un design parmi les 3 proposés par Ora Ïto.